# Devotional
Devotional - A Performance Filmed by Anton Corbijn és un vídeo de Depeche Mode dirigit per Anton Corbijn i publicat l'any 1993. Inclou gairebé tot un concert sencer de la seva gira Devotional Tour que van realitzar durant els anys 1993 i 1994. Fou nominat a un premi Grammy per al millor vídeo de llarg format. Es tracta del darrer llançament on encara apareix Alan Wilder, que va abandonar el grup l'any 1995.

## Llista de cançons

### VHS: BMG / 74321 17213-3 (Regne Unit)
1. "Higher Love"
2. "World in My Eyes"
3. "Walking in My Shoes"
4. "Behind the Wheel"
5. "Stripped"
6. "Condemnation"
7. "Judas"
8. "Mercy In You"
9. "I Feel You"
10. "Never Let Me Down Again"
11. "Rush"
12. "In Your Room"
13. "Personal Jesus"
14. "Enjoy the Silence"
15. "Fly on the Windscreen"
16. "Everything Counts"
17. "Death's Door" [no hi ha material fotogràfic, només àudio]

### DVD: Mute Film / DMDVD4 (Regne Unit - 2004)
Disc 1
1. "Devotional: A Performance Filmed By Anton Corbijn"
2. "Halo" [cançó extra]
3. "Policy of Truth" [cançó extra]

Disc 2
- Projeccions de la gira

1. "Walking in My Shoes"
2. "Stripped"
3. "Condemnation"
4. "Judas"
5. "I Feel You"
6. "Never Let Me Down Again" (La primera meitat del vídeo es va perdre i no es va poder recuperar. En el seu lloc es mostra un missatge de Corbijn demanant disculpes.)
7. "In Your Room"
8. "Enjoy the Silence"

- Videoclips promocionals

1. "I Feel You"
2. "Walking in My Shoes"
3. "Condemnation"
4. "In Your Room"
5. "One Caress"
6. "Condemnation" (directe)

- Documental MTV − "Depeche Mode Rockumentary 1993"
- Monòleg d'Anton Corbijn − Curtmetratge de James Rose
- Devotional Tour (and Exotic Tour) programs

### UMD: Mute Film / DMUMD4 (Regne Unit)
1. "Devotional: A Performance Filmed By Anton Corbijn"

## Personal
- Dave Gahan − cantant
- Martin Gore − guitarra, teclats, veus addicionals, cantant
- Alan Wilder − teclats, piano, bateria, percussió, veus addicionals
- Andy Fletcher − teclats, veus addicionals
- Hildia Campbell − veus addicionals
- Samantha Smith − veus addicionals